# スタントン郡 (カンザス州)
スタントン郡（英: Stanton County）は、アメリカ合衆国カンザス州の南西部に位置する郡である。2010年国勢調査での人口は2,235人であり、2000年の2,406人から7.1%減少した。郡庁所在地はジョンソンシティ市（人口1,495人）であり、同郡で人口最大の都市でもある。

## 法と政府
スタントン郡はアルコールを禁じる、すなわち「ドライ」の郡である。1986年にカンザス州憲法が修正され、住民は投票で個人が嗜むアルコール飲料の販売を承認できることになったが、ドライを維持している。

## 地理
アメリカ合衆国国勢調査局に拠れば、郡域全面積は680.06平方マイル (1,761.3 km2)であり、このうち陸地は680.00平方マイル (1,761.2 km2)、水域は0.06平方マイル (0.16 km2)で水域率は0.01%である。

### 隣接する郡
- ハミルトン郡 - 北
- カーニー郡 - 北東
- グラント郡 - 東
- スティーブンズ郡 - 南東
- モートン郡 - 南
- バカ郡（コロラド州） - 西
- プロワーズ郡（コロラド州） - 北西

## 人口動態

人口ピラミッド

以下は2000年の国勢調査による人口統計データである。
| 基礎データ - 人口: 2,406人 - 世帯数: 858 世帯 - 家族数: 638 家族 - 人口密度: 1人/km2（4人/mi2） - 住居数: 1,007軒 - 住居密度: 1軒/km2（2軒/mi2） 人種別人口構成 - 白人: 84.41% - アフリカン・アメリカン: 0.62% - ネイティブ・アメリカン: 1.21% - アジア人: 0.17% - その他の人種: 12.51% - 混血: 1.08% - ヒスパニック・ラテン系: 23.69% 年齢別人口構成 - 18歳未満: 30.8% - 18-24歳: 8.4% - 25-44歳: 28.3% - 45-64歳: 19.5% - 65歳以上: 13.0% - 年齢の中央値: 34歳 - 性比（女性100人あたり男性の人口） - 総人口: 104.1 - 18歳以上: 103.2 | 世帯と家族（対世帯数） - 18歳未満の子供がいる: 40.2% - 結婚・同居している夫婦: 63.5% - 未婚・離婚・死別女性が世帯主: 6.8% - 非家族世帯: 25.6% - 単身世帯: 22.6% - 65歳以上の老人1人暮らし: 9.0% - 平均構成人数 - 世帯: 2.74人 - 家族: 3.21人 収入と家計 - 収入の中央値 - 世帯: 40,172米ドル - 家族: 46,300米ドル - 性別 - 男性: 30,236米ドル - 女性: 21,250米ドル - 人口1人あたり収入: 18,043米ドル - 貧困線以下 - 対人口: 14.9% - 対家族数: 10.7% - 18歳未満: 16.8% - 65歳以上: 12.9% |

## 都市と町

### 法人化された都市
都市名の後の数字は2010年国勢調査での人口を示す。
- ジョンソンシティ, 1,495 - 郡庁所在地
- マンター, 171

## 郡区
スタントン郡は3の郡区に分けられている。どの都市も「政治的に独立」と見なされず、下記郡区の数字に含まれている。下表で「人口中心」は最大都市であり、特に大きな数字でなければ、郡区の人口に含まれるものである。

## 教育

### 統一教育学区
- スタントン郡 USD 452